# Park Ludowy w Lublinie

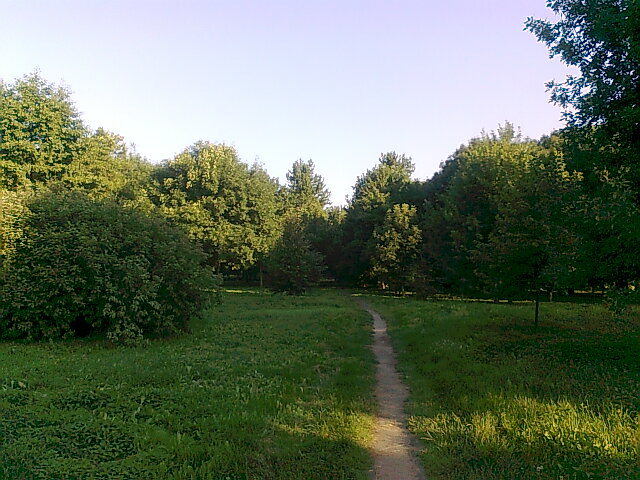
Ścieżka prowadząca w kierunku dworca PKP (lipiec 2013)

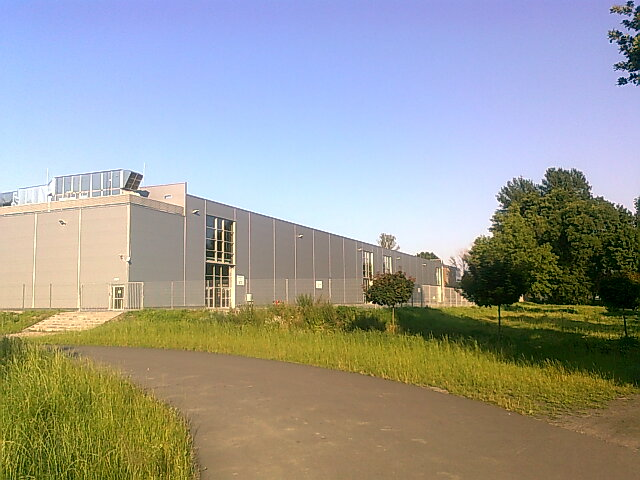
Hala wystawiennicza MTL (lipiec 2013)

Park Ludowy – park miejski w Lublinie o powierzchni ok. 23 ha (bez terenów Międzynarodowych Targów Lubelskich), stworzony po II wojnie światowej na terenach nad Bystrzycą.

## Położenie
Park Ludowy znajduje się w centrum Lublina, na terenie dzielnicy Za Cukrownią. Jego granice wyznaczają: wschodu al. Józefa Piłsudskiego, od południa ul. Lubelskiego Lipca 80, od zachodu ul. Stadionowa, a od północy Bystrzyca. W pobliżu ma znaleźć się Zintegrowane Centrum Komunikacyjne z Dworcem Głównym PKP i Dworcem Głównym PKS. Stoją tam także budynki sportowe: stadion piłkarski Arena Lublin, piłkarsko-żużlowy i lekkoatletyczny oraz kompleks basenów i aquapark Aqua Lublin. W południowo-wschodniej części parku znajdują się hale Międzynarodowych Targów Lubelskich.

## Historia
Obiekt powstał w czynie społecznym w latach 1950–1957 według projektu Władysława Niemca (Niemirskiego) na podmokłych terenach położonych nad Bystrzycą. Jego powierzchnia wynosiła wtedy 31 ha. Przez lata był chętnie odwiedzany przez mieszkańców Lublina, odbywały się tam koncerty, funkcjonowało miasteczko ruchu drogowego i popularna kawiarnia w samolocie DC3. Od ok. 1980 roku znaczenie parku zaczęło spadać. Przyczyniły się do tego m.in. wysoki poziom wód gruntowych (powodujący podtopienia i niszczenie drzew) oraz dewastacyjna działalność cukrowni, kiedy to w latach 1995–1996 tony ziemi z osadników przerzucono na teren parku. Wycięto wówczas około 600 drzew.
W latach 2011–2012 przeprowadzono konsultacje społeczne oraz rozbudowę terenów wystawienniczych. W ten sposób miała powstać społeczna koncepcja rewitalizacji terenu, a rozbudowa miała być prowadzona w harmonii z otoczeniem. Powstały: hala wystawiennicza, łącznik między starą a nową halą, plac wystawienniczy i parking. Nowa hala przegrodziła główną oś parku. Wschodnia połowa parku została ogrodzona i zamknięta dla mieszkańców. Działania inwestora budziły protesty wśród architektów krajobrazu. Z powodu degradacji roślinności, braku dogodnych przejść dla pieszych i przebywania w parku osób spożywających alkohol mieszkańcy Lublina oceniali park jako mało ciekawy i mało bezpieczny.
W 2013 roku na potrzeby Urzędu Miasta opracowano dokument „Park Ludowy – Park Aktywnej Rekreacji”. W 2015 roku wybudowano estakadę przy ul. Lubelskiego Lipca 80 i basen olimpijski. Po dokonaniu tych inwestycji oraz rozbudowie terenów wystawienniczych powierzchnia Parku Ludowego wynosiła ok. 23 ha. W tym samym roku opublikowano uszczegółowienie konsultacji społecznych przeprowadzonych 4 lata wcześniej, uwzględniające najnowsze ukończone inwestycje i plany (m.in. dalsze zmniejszenie powierzchni parku, rozbudowę Trasy Zielonej). Dokumentacja zawiera wstępne założenia rewitalizacji parku.

## Wydarzenia
Od 2012 roku Park Ludowy jest miejscem części imprez festiwalu Carnaval Sztukmistrzów. W 2012 roku gościł uczestników Europejskiej Konwencji Żonglerskiej. W 2017 roku Konwencja ma być ponownie zorganizowana w Lublinie, w Parku Ludowym.